# Ana María Fernández Vega
Ana María Fernández Vega, conocida como Ana Fernández Vega, es una prehistoriadora y arqueóloga española, licenciada y doctora en ambas especialidades por la Universidad Autónoma de Madrid. Profesora titular de la UNED desde 1987.
La parte investigadora de Fernández se ha centrado en el Calcolítico y Edad del Bronce de la península ibérica (III y II milenio a. C.). Desde 1971 ha participado en excavaciones en distintas ubicaciones de la Península, por ejemplo, en el Cerro de la Encantada, Granátula de Calatrava (Ciudad Real) en 1983, que además fue objeto de publicación de los resultados.

## Obra
Ha realizado publicaciones en revistas, obras colectivas, libros, etc. Cabe destacar la obra dedicada a la Edad del Bronce en el País Valenciano (1986) que participó en el Premio Nacional de Historia de ese año.
Esta es una selección:
- Gratiniano Nieto Gallo, Helena Romero Salas, Catalina Galán y Saulnier, José Sánchez Meseguer, Ana María Fernández Vega, María del Carmen Poyato Holgado (1983). «El Cerro de la Encantada (Granatula de Calatrava)». Noticiario arqueológico hispánico (17): 7-42. ISSN 0211-1748.

- Ana María Fernández Vega (1986 (1987 imp.)). La Edad del bronce en el País Valenciano. Madrid: U.N.E.D. ISBN 84-362-2133-8.

- Ana María Fernández Vega (2006). Algunas reflexiones sobre hombres y mujeres en la Prehistoria: a cada cual su papel.  En José Manuel Maíllo Fernández y Enrique Baquedano, ed. «Miscelánea en homenaje a Victoria Cabrera. Volumen I». Zona arqueológica (7): 19-26. ISBN 84-451-2951-1. ISSN 1579-7384.

- Ana María Fernández Vega, Amparo Hernando Grande (2016). «El Calcolítico en Europa: diversidad geográfica, cultural y cronológica».  En Ana Fernández de la Vega (coord.), ed. Prehistoria, Vol. 2, 2016 (Las sociedades metalúrgicas). pp. 169-200. ISBN 978-84-9961-198-3.